# Soldevila (Odèn)
Soldevila és una masia, actualment deshabitada i en runes, del poble de Canalda, al municipi d'Odèn.
Es troba a 936 m d'altitud, a la carena de l'extrem sud-oriental de la serra de Canalda. S'alça a la vora d'un petit planell que on s'havien conreat unes feixes, en mig d'una zona d'espessos boscos de pins. Cap al sud hi ha el vessant nord de la riera de Canalda de la qual la separa un desnivell de 136 m. i al nord i a l'oest hi ha les cingleres pel fons de les quals hi passa el tram final del torrent de Junyent a l'altra banda del qual, més cap a l'oest s'hi troba la masia de  Junyent